# Qin Er Shi Huangdi
Qin Er Shi Huangdi (秦二世皇帝S, lett. "Secondo Imperatore della dinastia Qin"), nato con il nome di Huhai (229 a.C. – ottobre 207 a.C.) è stato un imperatore cinese.
Era figlio dell'Imperatore della Cina Qin Shi Huang, che era stato il primo a fregiarsi di questo titolo.

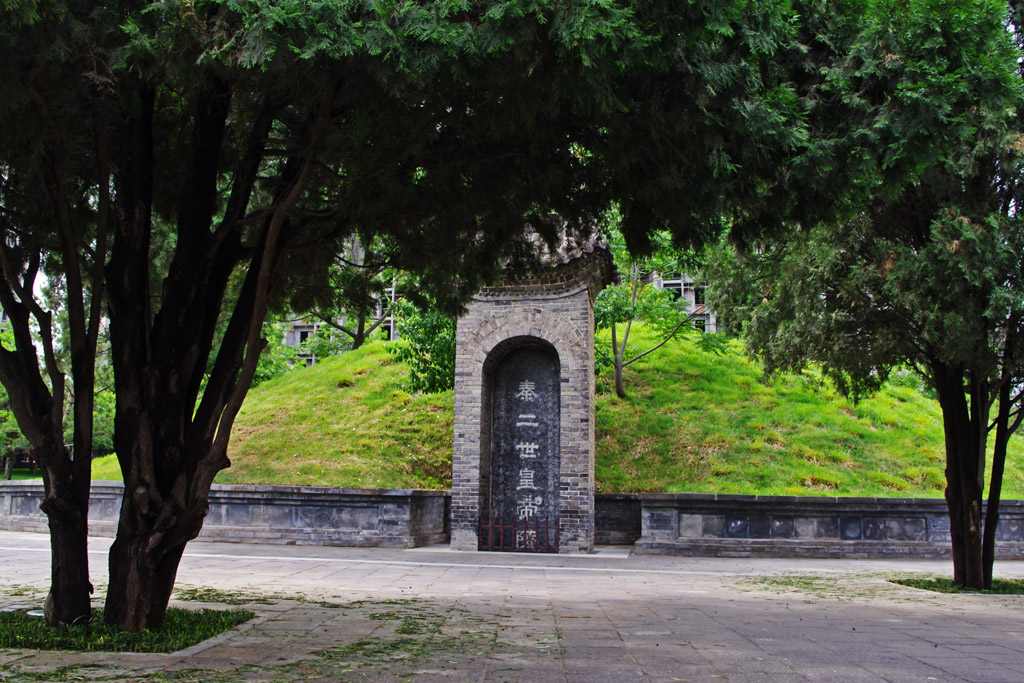
La tomba di Huhai

## Biografia

### Primi anni
Nato nel 229 a.C., Qin Er Shi Huangdi era il 18° figlio del Primo Imperatore della Cina Qin Shi Huang e di una delle sue numerose concubine.
Gli fu dato il nome di Huhai, a cui in seguito aggiunse il titolo onorifico di Er Shi, letteralmente "Secondo Imperatore della dinastia Qin".
Di carattere dissoluto e privo di buone maniere, causò spesso imbarazzo presso la famiglia imperiale con i suoi comportamenti poco rispettosi.
La sua educazione venne affidata all'eunuco Zhao Gao, il quale, approfittando della debolezza di Qin Er Shi Huangdi, lo irretì arrivando a manipolarlo facilmente.

### Ascesa al trono
Nel 210 a.C., alla morte del padre, Qin Er Shi Huangdi riuscì a salire al trono grazie alle manovre occulte del primo ministro e consigliere del defunto imperatore, Li Si, e dello stesso Zhao Gao.  Infatti la morte dell'imperatore Qin Shi Huangdi fu tenuta nascosta anche alla corte per volontà di Li Si, il quale voleva approfittare della situazione per rafforzare la propria posizione, favorendo l'ascesa di un imperatore che lui avrebbe potuto più facilmente controllare. Li Si temeva infatti che se fosse salito al trono l'erede designato dal defunto Qin Shi Huangdi, ossia il figlio primogenito Fusu, lui avrebbe perso la carica di primo ministro a favore di Meng Tian, generale fedele a Fusu.
Quindi Li Si aspettò di tornare nella capitale Xianyang prima di divulgare la notizia della morte dell'imperatore. E poiché questi aveva nominato Fusu erede solo nominalmente, senza però produrre un testamento ufficiale, Li Si, il capo eunuco Zhao Gao e Huhai, si accordarono per redigere un falso documento attribuito al defunto Qin Shi Huang,  con cui si faceva credere che l'imperatore avesse scelto Huhai come suo erede al trono (il quale assunse poi il titolo di Er Shi Huangdi) e si accusava ingiustamente il legittimo pretendente al trono, Fusu, di manchevolezze nei confronti dello stato, e lo si obbligava al suicidio. Non credendo che qualcuno potesse arrivare al punto di contraffare un documento imperiale, Fusu rispettò quella che credeva essere la volontà paterna e si suicidò. Per la stessa accusa, anche Meng Tian si tolse la vita.

### Un regno turbolento
Il regno di Qin Er Shi Huangdi fu breve e turbolento. Già nel 209 a.C. la guarnigione di Anhwei si ribellò all'imperatore e raccolse un'armata di contadini che solo a fatica si riuscì a sottomettere. Di fronte al moltiplicarsi delle rivolte locali, l'imperatore fu incapace di reagire se non punendo la presunta inettitudine dei propri collaboratori. Perse così la vita anche il suo benefattore, nonché artefice della fondazione dell'Impero cinese, Li Si. Alla fine, l'incapace sovrano fu ucciso nell'ottobre 207 a.C. in una congiura di palazzo ordita dal suo eunuco Zhao Gao che abolì il titolo imperiale e fece nominare il principe Ziying re di Qin con il nome di Qin San Shi.
L'iniziativa passò poi al regno di Chu, dove il generale Xiang Liang si affidò a Liu Bang (futuro imperatore Gao Zu), capo di bande ribelli contadine messosi ai suoi ordini, per conquistare la capitale Qin, Xianyang. Finiva così la breve dinastia Qin, soppiantata dalla nuova dinastia Han, che durò invece ben quattro secoli.